# Isla de Bulan
La Isla de Bulan (en indonesio: Pulau Bulan también escrito Bulang) es una isla situada a 2,5 km al suroeste de la isla de Batam, frente a la costa este de Sumatra, al norte de Combol y al oeste de Rempang, que posee una superficie estimada en unos 100 kilómetros cuadrados. Se localiza en el Triángulo de Crecimiento Sijori, en la provincia de las Islas Riau, parte del país asiático de Indonesia.
Se trata de un centro de producción agrícola para el vecino país de Singapur: 400.000 cerdos (según datos del año 2000) cubren el 50% del mercado de Singapur.